# Kees Boeke (Komponist)
Kees Boeke (* 1950 in Amsterdam) ist ein niederländischer Komponist sowie Gambist und Blockflötist.

## Leben
Nach seinem Studium am Koninklijk Conservatorium Den Haag im Fach Blockflöte bei Frans Brüggen und Cello bei Anner Bijlsma, das er mit Auszeichnung abschloss, gründete er das Ensemble Quadro Hotteterre. Außerdem war er lange Jahre Mitglied von Kees Ottens Mittelalter- und Renaissanceensemble Syntagma Musicum sowie Mitbegründer von Sour Cream (1972), Little Consort Amsterdam (1978) und Mala Punica (1989). 
1970 nahm Kees Boeke seine Lehrtätigkeit in Den Haag und 1975 am Sweelinck Conservatorium in Amsterdam auf. Seit 1990 ist er als Dozent für Blockflöte und Alte Musik an der Hochschule für Musik und Theater in Zürich tätig. Seit 2006 ist Professor für Mittelalter- und Renaissancemusik am Institut für Alte Musik in Trossingen.
Kees Boeke leitete auf der ganzen Welt Seminare und Meisterklassen für Blockflöte und Alte Musik – u. a. für die Deller Academy (Lacoste, Frankreich, 1972–1982), Corsi Internazionali di Musica Antica (Urbino, Italien, 1975–1982) sowie für das Early Music Festival in Vancouver – und zeichnete als Künstlerischer Leiter für die Internationalen Kurse für Alte Musik in San Floriano (Polcenigo, Italien, 1983–1993) verantwortlich. Seit 1989 arbeitet er mit der Accademia Musicale Chigiana in Siena zusammen, für die er 1994 Ludovico da Viadanas Vesper (Salmi a 4 cori/Psalmen für 4 Chöre, 1612) produzierte. Kees Boeke ist regelmäßiger Gast beim Ricercar Consort.
Inzwischen hat Kees Boeke über 70 Platten und CDs für Teldec, Das Alte Werk, EMI, RCA, Nuova Era, Channel Classics, Arcana, Symphonia, Attacca, Erato, Philips, Stradivarius, Glossa und das eigene Label Olive Music aufgenommen. Im Bereich der zeitgenössischen Musik gründete er zusammen mit Antonio Politano DUIX, ein Duo, das sich auf zeitgenössische Musik für Bassblockflöte und elektronische Blockflöte spezialisiert hat und vor allem Neue Musik von italienischen Komponisten aufführt. Darüber hinaus ist Kees Boeke auch selbst als Komponist und Herausgeber von Alter und Zeitgenössischer Musik tätig.
Seit 2001 arbeitet er eng zusammen mit Laurenz Lütteken (Universität Zürich) in Projekten und Seminaren im Bereich Mittelalter und Renaissance: Das Chansonoeuvre Dufays, Salve Reginas aus den Trienter Codices, Ockeghems Missae Cuiusvis toni und Prolationum, Josquin des Prez, der Chantilly Codex, Georg Philipp Telemann.
In 2003 begann er ein eigenes CD Label, Olive Music, zusammen mit seiner Frau, die Sängerin Jill Feldman. Ebenfalls gründeten die beiden ein neues Ensemble „Tetraktys“, für Mittelaltermusik. Die Arbeitsfelder sind u. a. das Trecento, Dufay Chansons, der Squarcialupi Codex, und die Gesamteinspielung des Chantilly Kodex.

## Kompositionen
- 1970: 4 in 3 in 2 in 1 (überarbeitet 1980)
- 1971: Tombeau de Hotteterre
- 1974: The history dump 2351
- 1993: ‘The unfolding’ the unfolding
- 1997: VCS 7